# Vínculo jurídico
Vínculo jurídico (do latim: vinculum iuris) é uma ligação com parâmetros legais, que tem amparo legal da lei, que garantia se a obrigação não for prestada espontaneamente, será feita de modo coercitivo.
No ambito jurídico, desde o Império bizantino de Justiniano (século VI a. C.) o vínculo jurídico é a obrigação pelo qual o devedor deve pagar ao credor qualquer coisa (direitos romanos). O vínculo jurídico contratual realizado entre as partes (pacta sunt servanda), é a essência das obrigações que exige o cumprimento, por parte do sujeito passivo de satisfazer a prestação e o correlato direito do credor (princípio do debitum e obligatio). Podendo este até exigir judicialmente o seu cumprimento.
A obrigação têm fontes diversas: dos fatos jurídicos lícitos e, dos atos jurídicos ilícitos, envolvendo então situações que podem criar obrigações tributárias, familiares, contratuais (subdvididas em civis, empresariais, de consumo e trabalhistas), como também obrigações do dever de conduta de não lesar outrem (princípio do neminem leadere), que fundamenta a teoria da responsabilidade civil, seja ela contratual ou extracontratual.
Por exemplo: A celebra com B contrato de compra e venda, sendo que A comprará de B a coisa em questão, o que obriga o cumprimento desta obrigação é o vínculo jurídico contratual realizado entre as partes (pacta sunt servanda).